# 바브라 스트라샌드의 갈채
바브라 스트라샌드의 갈채(Funny Lady)는 미국에서 제작된 허버트 로스 감독의 1975년 뮤지컬, 코미디, 드라마 영화이다. 바브라 스트라이샌드 등이 주연으로 출연하였고 레이 스타크 등이 제작에 참여하였다.

## 출연

### 주연
- 바브라 스트라이샌드
- 제임스 칸

### 조연
- 로디 맥도웰
- 오마 샤리프
- 벤 베린
- 캐롤 웰즈

## 제작진
- 미술: 조지 젠킨스
- 의상: 레이 아하그얀
- 의상: 밥 맥키